# Towada
Towada (十和田市 Towada-shi?) es una ciudad localizada en la prefectura de Aomori, Japón. En junio de 2019 tenía una población estimada de 61.058 habitantes y una densidad de población de 84,1 personas por km². Su área total es de 725,65 km².

## Geografía

### Localidades circundantes
- Prefectura de Aomori
  - Aomori
  - Gonohe
  - Hirakawa
  - Rokunohe
  - Shichinohe
  - Shingō
  - Tōhoku
- Prefectura de Akita
  - Kazuno
  - Kosaka

## Demografía
Según los datos del censo japonés, esta es la población de Towada en los últimos años.
| 1995   | 2000   | 2005   | 2010   | 2015   |
| ------ | ------ | ------ | ------ | ------ |
| 69.146 | 69.630 | 68.359 | 66.110 | 63.429 |

## Relaciones internacionales

### Ciudades hermanadas
- Lethbridge, Canadá – desde 2002